# José Luis García Agraz
José Luis García Agraz (16 de novembre de 1952, Ciutat de Mèxic) és un director de cinema mexicà. És germà del també cineasta Carlos García Agraz, i familiar de l'escriptor Gabriel Agraz García de Alba i de l'enginyer Juan Salvador Agraz. Va ser membre del Sistema Nacional de Creadores de Arte en el període 1993 al 2000. És pare de Natalia Garcia Agraz, també coneguda com "La Princesa de Churubusco".

## Carrera
Va estudiar al Col·legi Columbia fins a la preparatòria. Aficionat a les pel·lícules de Samuel Fuller i influenciat pels cineastes Jorge Fons, Felipe Cazals i José Estrada, va iniciar la seva trajectòria cinematogràfica. Háblame de Rita (1979) va formar part del Festival de Curtmetratges de Bilbao i del Festival del Nou Cinema Llatinoamericà de l'Havana, Cuba. El seu següent curtmetratge, Patricio va guanyar en 1982 el premi Ariel en la categoria de «Millor curtmetratge de ficció», així com el Deessa de Plata. El seu primer llargmetratge, Nocaut (1984), va rebre també els premis Ariel en les categories de «Millor òpera prima» i «Millor coactuació masculina»; a més a més, va participar en diversos festivals internacionals a Amèrica i Europa, i va guanyar el premi Straw Deer a la «Millor òpera prima» al Festival de Taixkent, Rússia.
García Agraz coadaptó amb Gerardo de la Torre i Pedro Armendáriz Yo te amo Catalina (1986). Entre 1987 i 1990 va dirigir diversos curtmetratges per a mexfam i, en televisió, la sèrie Tony Tijuana de 1989 a 1990. El seu curtmetratge Ladrón de sábado (1990), distribuït únicament en vídeo, es va basar en un guió de Gabriel Garcia Márquez i Consuelo Garrido. La seva pel·lícula Desiertos mares es va emportar l'Ariel a la «Millor direcció» i «Millor argument original» en 1994, i un any després el premi Fecimex i el premi especial del jurat en el San Juan Cinemafest, a Puerto Rico. En 1994, sota el títol de Esta aventura en India, García Agraz realitzà el making off del vídeo musical Esta aventura, que va dirigir Carlos Marcovich. Salón México (1996) va guanyar el Jaguar d'Or en el Festival de Cancun i el premi al «Millor director» en el XII Festival Llatinoamericà de Trieste, Itàlia, en 1997.

## Filmografia
- 1984: Nocaut
- 1986: Yo te amo Catalina
- 1987: Noche de Califas
- 1990: La secta de Sargón
- 1990: Buscando al culpable
- 1991: Pelearon diez rounds
- 1991: Dentro de la noche
- 1995: Desiertos mares
- 1994: Salón México
- 2003: El misterio del Trinidad